# Mare de Déu del Solà
La Mare de Déu del Solà o Mare de Déu del Solà d'Espills, és un santuari en part troglodític a prop i al sud del poble d'Espills, al terme municipal de Tremp, dins de l'antic terme de Sapeira. L'església fou construïda pels monjos del monestir empordanès de Sant Pere de Roda, instal·lats a Tercui a les acaballes del segle xi, tot i que mantingué sempre dins de les terres preteses pel monestir de Lavaix. És d'una sola nau coberta amb volta de canó, amb absis semicircular a llevant. Tot molt senzill, no té elements ornamentals. L'aparell és molt irregular, cosa que fa veure una obra rural tardana, del segle xii, però molt conservadora, arquitectònicament.